# Chiroubles
Chiroubles is een gemeente in het Franse departement Rhône (regio Auvergne-Rhône-Alpes). De plaats maakt deel uit van het arrondissement Villefranche-sur-Saône. Chiroubles telde op 1 januari 2022 416 inwoners.
Chiroubles is een van de dorpen die hun naam aan de beaujolais-wijn mogen verbinden.

## Geografie
De oppervlakte van Chiroubles bedroeg op 1 januari 2022 7,32 vierkante kilometer; de bevolkingsdichtheid was toen 56,8 inwoners per km².

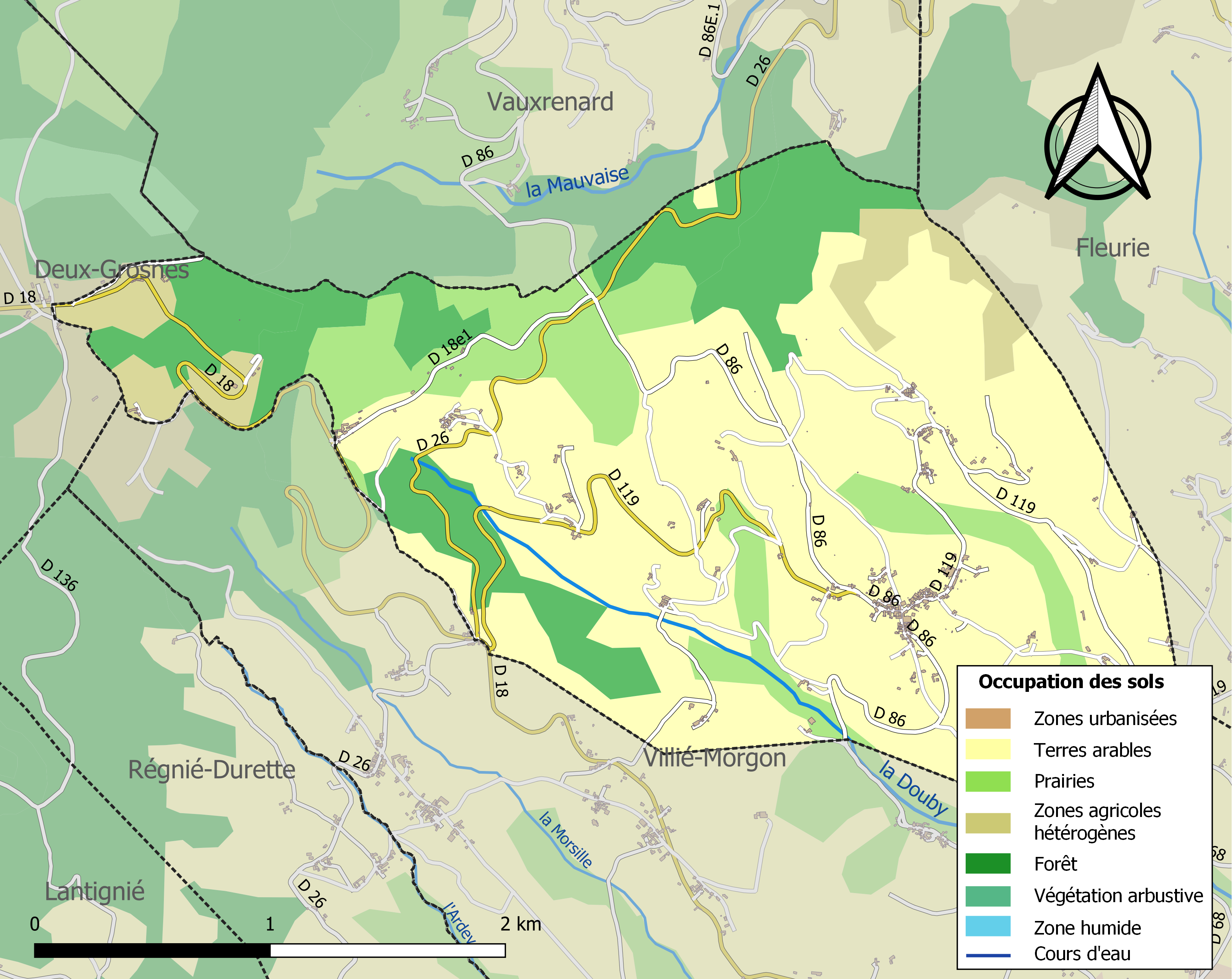
Kaart van de gemeente met de belangrijkste infrastructuur, bodemgebruik en omliggende gemeenten

## Demografie
Onderstaande figuur toont het verloop van het inwonertal (bron: INSEE-tellingen).